# Gerbera
Gerbera (lat. Gerbera) je biljni rod iz porodice glavočika, kojemu pripada 23 ili 24 priznatih vrsta trajnica, poglavito raširenih na području  južne Afrike i Madagaskara.
Rod je dobio ime u čast njemačkog botaničara i liječnika Traugotta Gerbera (1710. – 1743.) koji je mnogo putovao Rusijom i bio prijatelj Carla Linnaeusa. Gerbera je vrlo popularna i široko korištena kao ukrasna vrtna biljka ili kao rezano cvijeće.
Gerbera cordata (Thunb.) Less., sinonim je za Piloselloides cordata (Thunb.) C. Jeffrey.

## Vrste
1. Gerbera ambigua (Cass.) Sch.Bip.
2. Gerbera aurantiaca Sch.Bip.(DC.) Sch.Bip.
3. Gerbera bojeri (DC.) Sch.Bip.
4. Gerbera crocea (L.) Kuntze
5. Gerbera diversifolia Humbert
6. Gerbera elliptica Humbert
7. Gerbera emirnensis Baker
8. Gerbera galpinii Klatt
9. Gerbera grandis J.C.Manning & Simka
10. Gerbera hypochaeridoides Baker
11. Gerbera jamesonii Adlam
12. Gerbera leandrii Humbert
13. Gerbera linnaei Cass.
14. Gerbera natalensis Sch.Bip.
15. Gerbera ovata J.C.Manning & Simka
16. Gerbera parva N.E.Br.
17. Gerbera perrieri Humbert
18. Gerbera petasitifolia Humbert
19. Gerbera serrata (Thunb.) Druce
20. Gerbera sylvicola Johnson, N.R.Crouch & T.J.Edwards
21. Gerbera tomentosa DC.
22. Gerbera viridifolia (DC.) Sch.Bip.
23. Gerbera wrightii Harv.